# Fritillaria abjornseni
Fritillaria abjornseni är en ryggsträngsdjursart som beskrevs av Lúcia Garcez Lohmann 1909. Fritillaria abjornseni ingår i släktet Fritillaria och familjen bägargroddar. Inga underarter finns listade i Catalogue of Life.